# 北歐防務合作機構

成員國

北歐防務合作機構（Nordic Defence Cooperation，NORDEFCO）是北歐國家在防衛領域的合作機構，五個成員國包括丹麥、芬蘭、冰島、挪威和瑞典。北歐防務合作機構一般不被視為一個共同防禦協定，但近年其共同防禦協定的特徵日益明顯 ，在2022年，该组织成员同意共享领空。